# 605
Năm 605 trong lịch Julius.